# Chợ Dongdaemun
Chợ Dongdaemun hoặc Tongdaemun (viết tắt DDM) là một khu thương mại lớn bao gồm chợ truyền thống và trung tâm mua sắm ở Jongno-gu, Seoul, Hàn Quốc. Là một địa điểm mua sắm và du lịch nổi tiếng, nó được thiết kế như 'Khu du lịch đặc biệt' (관광특구) từ năm 2002.

## Lịch sử
Chợ Dongdaemun mở cửa vào tháng 7 năm 1905 ở Yeji-dong (예지동 禮智洞), tên của nó có nghĩa là "khu phố văn hoá", ban đầu chợ được gọi là Baeugaejang (배우개장, "chợ học hỏi"). Nó còn được gọi là chợ Gwangjang (광장시장) như tên của một công ty được đặt làm ban quản lý chợ.
Chợ được thiết kế với cấu trúc khép kín cho đến Chiến tranh Triều Tiên, khi nó hoàn toàn bị phá huỷ. Nó từ từ được xây dựng lại cho đến năm 1959, một toà nhà khác được xây dựng và chợ được phục hồi. Năm 1998 và 1999, thương mại lớn như Geopyeong Freya, Migliore, và Doosan Tower được xây dựng trong quận, và chợ được cải tạo với không gian hiện đại trong chợ truyền thống.

## Đặc điểm
Chợ Dongdaemun nằm gần Dongdaemun. Chợ được chia thành 5 khu mua sắm —A, B, C, D và thị trấn mua sắm, với khu mua sắm 26 hơn 10 dãy, 30.000 gian hàng mua sắm, và 50.000 nhà sản xuất.
Chợ bán tất cả các loại hàng hoá nhưng đáng chý ý là lụa và vải, quần áo, giày và hàng da, đồ thể thao, ống nước và điện tử, văn phòng hỗ trợ, bói toán, đồ chơi và khu vực món ăn chuyên Ẩm thực Triều Tiên. Nó có nhiều cửa hàng thú cưng. Nó còn nằm trong danh sách '10 ẩm thực đường phố xuất sắc nhất châu Á' cho món ăn Sundae và mandu.
DDM còn là chợ đêm truyền thống và buôn bán từ 1:00 trưa đến 1:00 sáng. Hiện nay, vùng mở của 18-½ tiếng mỗi ngày từ 10:30 sáng 5:00 sáng hôm sau, một vài cửa hàng mở cửa suốt 24 giờ, mặc dù hầu hết đóng cửa vào tháng 2 và ngày lễ.

### Thương mại

#### Cửa hàng bán lẻ
Tuyến đường chính chia chợ Dongdaemun thành 2 đoạn. Đoạn 1 theo hướng toà nhà Doosan, và đoạn 2 nằm theo hướng Dongdaemun Design Plaza & Park, hướng cũ của Sân vận động Dongdaemun. Trung tâm mua sắm lớn ở đoạn 1 gồm những cửa hàng bán lẻ, nhưng hầu hết để phục vụ cho khách hàng nói chung và du khách nói riêng. Họ còn có các dịch vụ như đổi tiền hoặc trạm thông tin với các nhân viên nói tiếng Anh. Giờ mở cửa phục vụ cho khách hàng nói chung, từ 10 sáng đến 5 sáng hôm sau. Trung tâm mua sắm chính là Doosan Tower, Migliore, Freya Town và Hello apM.

#### Cửa hàng bán sỉ
Trung tâm mua sắm ở đoạn 2 bán các mặt hàng sỉ và lẻ, nhưng chủ yếu với số lượng lớn. Trung tâm thường mở cửa lúc 8 tối và đóng cửa lúc 8 sáng hoặc 5 tối hôm sau. Giờ cao điểm thường là từ khuya đến sáng. Vì hầu hết các cửa hàng dành cho khách buôn, nhưng không có phòng thay đồ ở đây. Trung tâm mua sắm chính ở đoạn 2 là Designer's Club, Migliore Valley, Nuzzon, Gwanghee Fashion Mall, Jeil Pyeonghwa, và Heungin Stardom. Trong số đó, Jeil Pyeonghwa và Heungin Stardom thu hút khách hàng ở độ tuổi ba mươi và bốn mươi. Thiếu niên và thanh thiếu niên trong độ tuổi hai mươi thường đến Designer's Club, Migliore Valley, Nuzzon và Gwanghee Fashion Mall.

## Hình ảnh

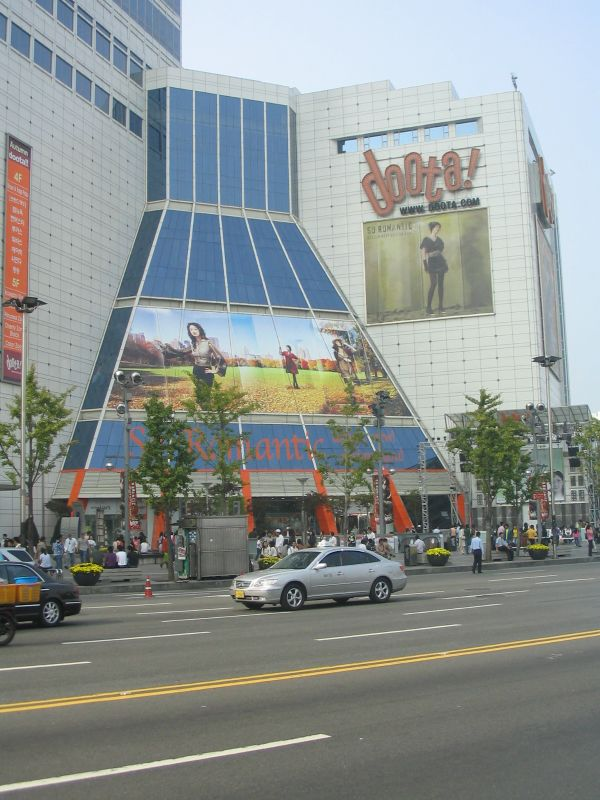
Doota, một trong những trung tâm mua sắm ở khu chợ Dongdaemun
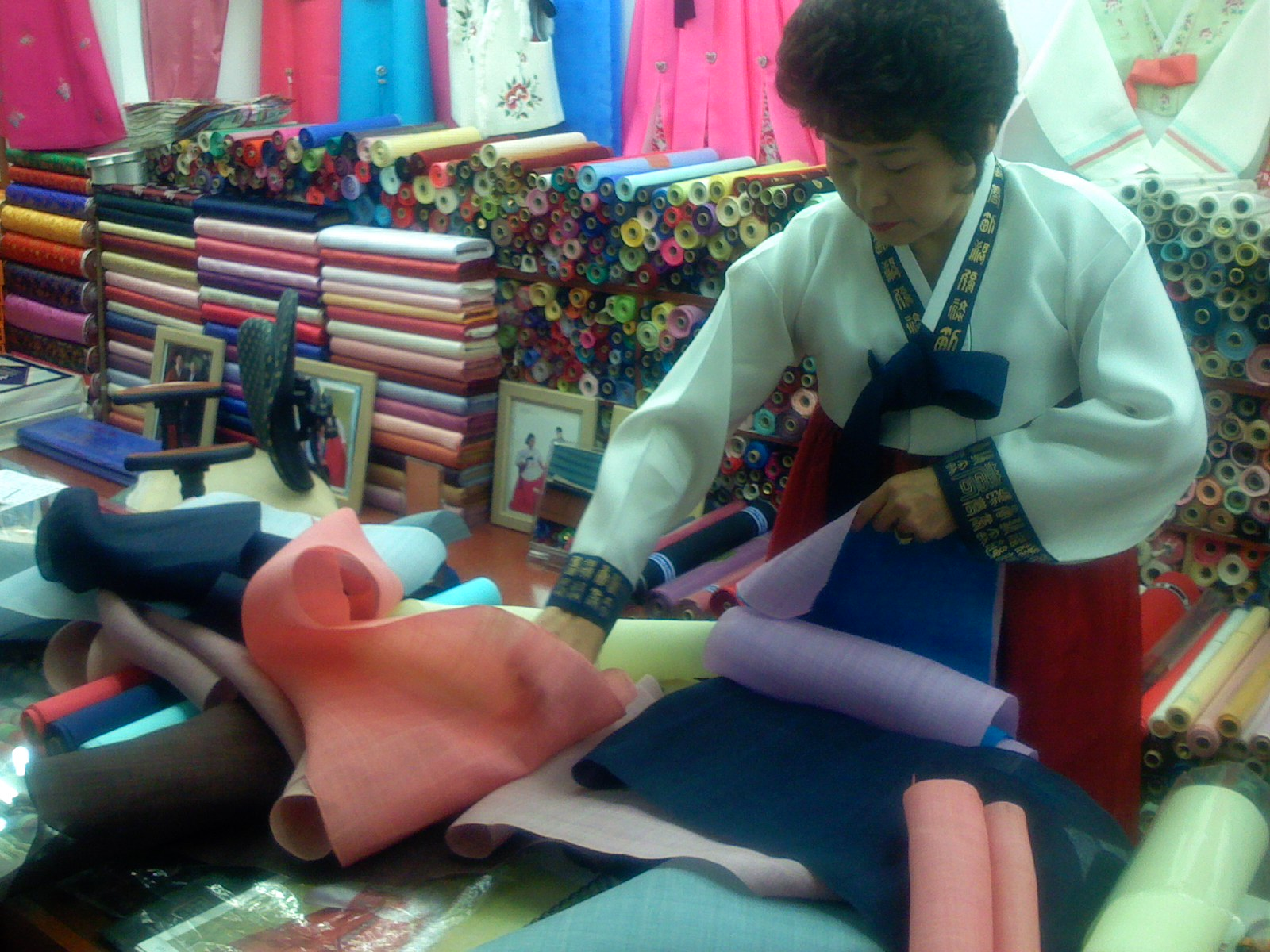
Một người bán hanbok trong chợ
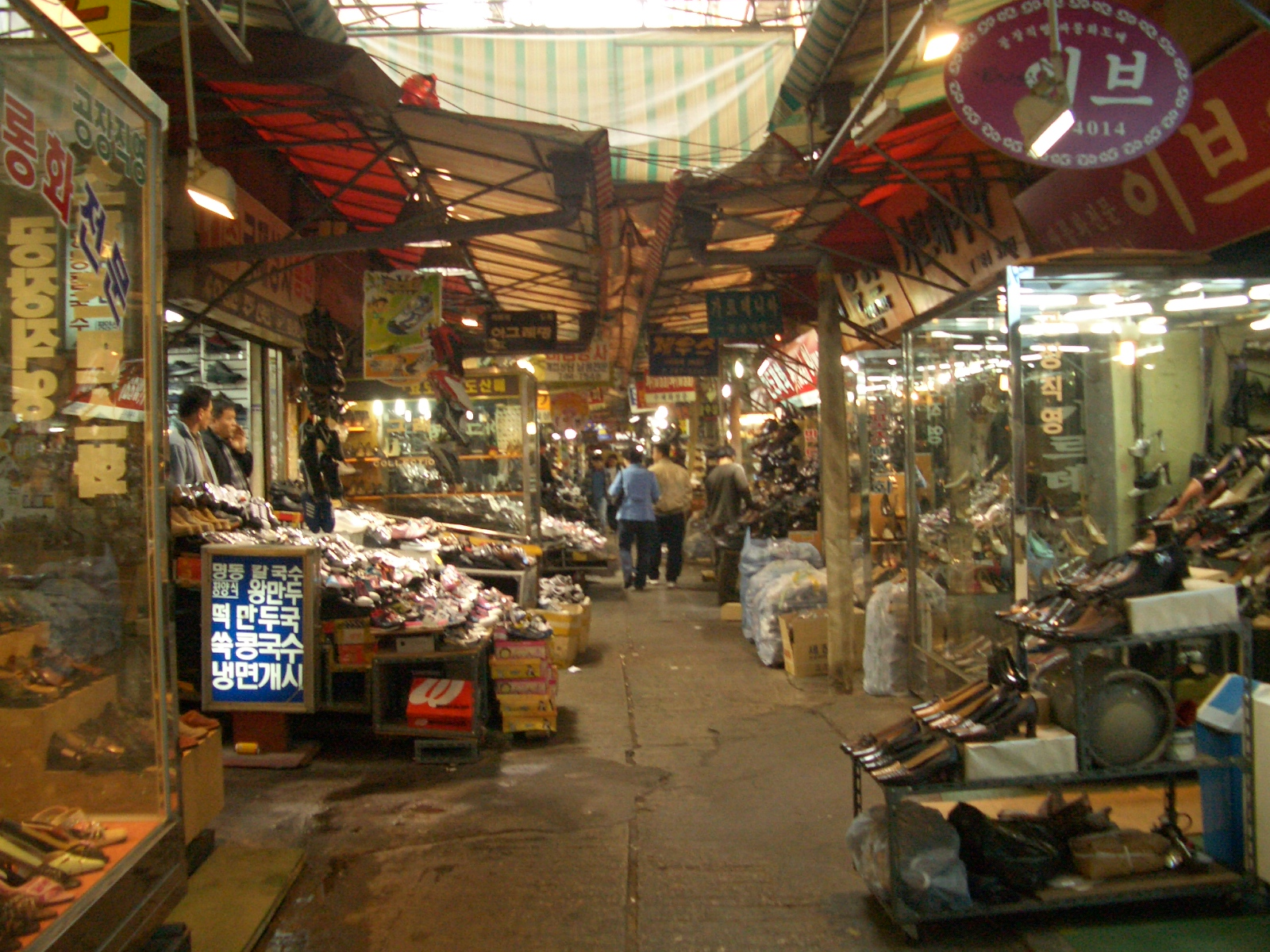
Cửa hàng giày ở Dongdaemun
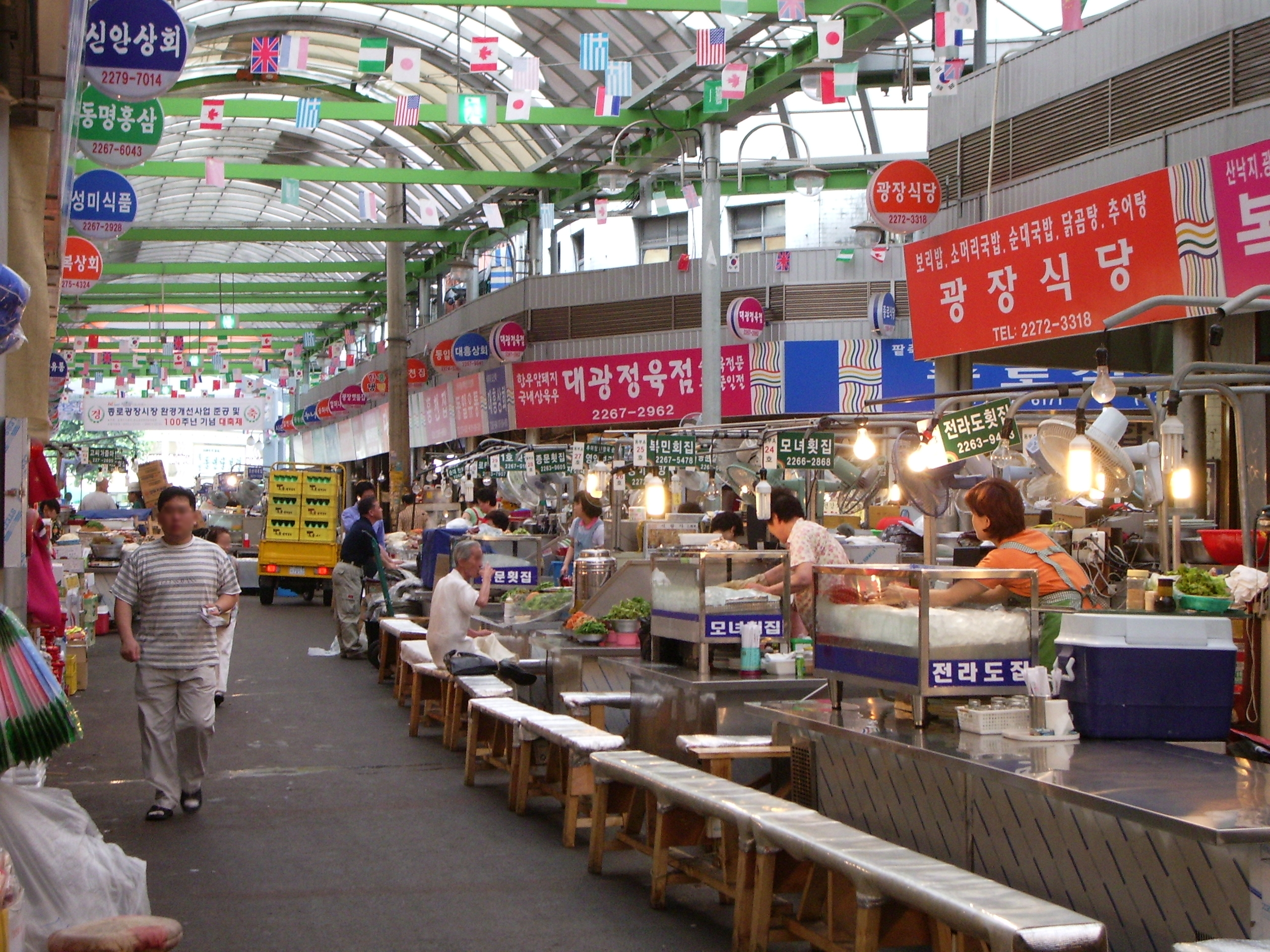
Quầy ẩm thực
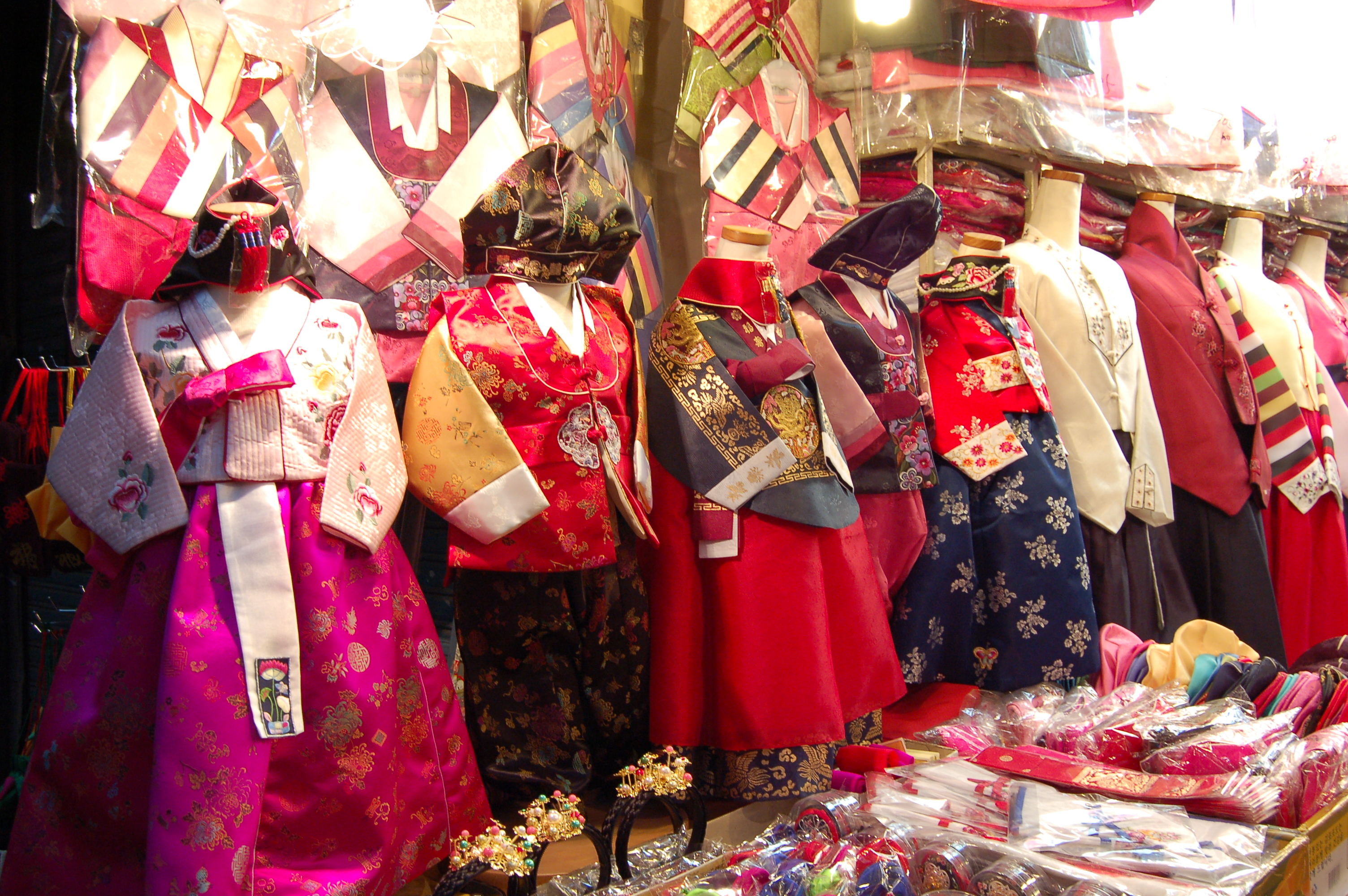
Quần áo được bày bán trong cửa hàng hanbok
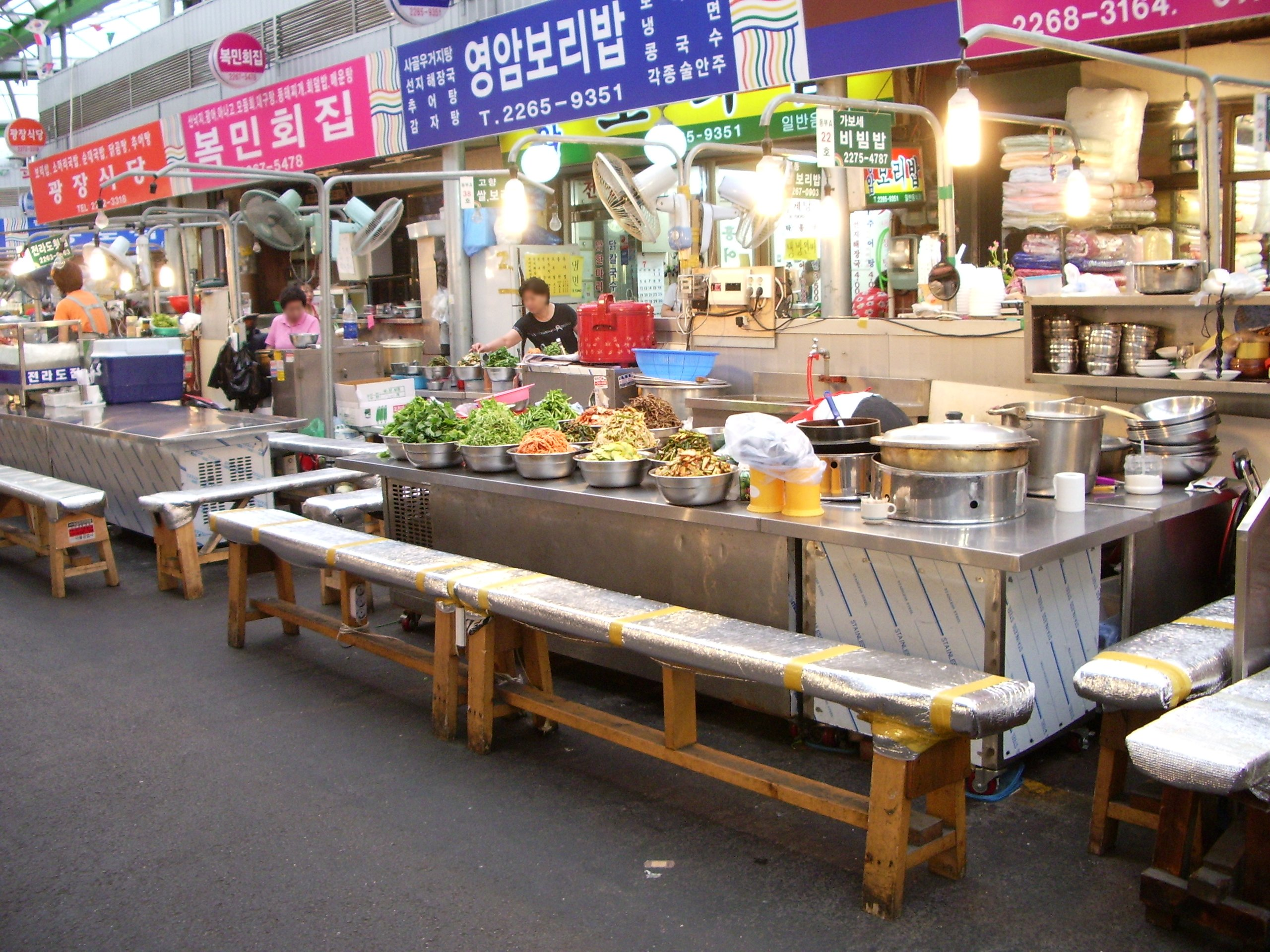
Quầy ẩm thực
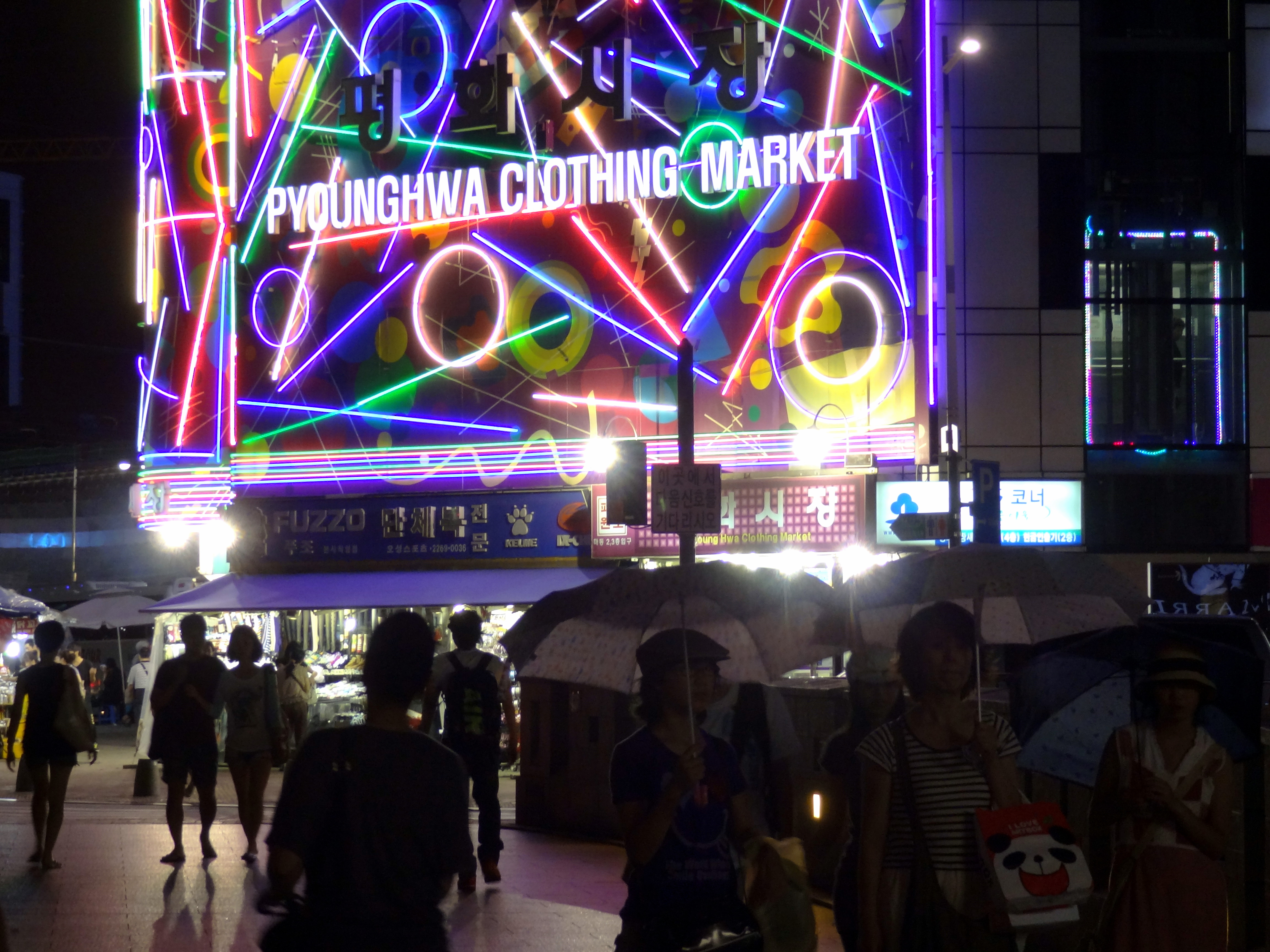
Chợ quần áo Pyounghwa

## Liên kết
- Trung tâm thông tin chợ Dongdamun Lưu trữ ngày 5 tháng 6 năm 2008 tại Wayback Machine
- Trang du lịch Hàn Quốc chính thức cho chợ Dongdaemun Lưu trữ ngày 26 tháng 7 năm 2010 tại Wayback Machine
- Trang du lịch Hàn Quốc chính thức cho chợ Dongdaemun Lưu trữ ngày 26 tháng 6 năm 2010 tại Wayback Machine
- Chợ truyền thống Dongdaemun Lưu trữ ngày 22 tháng 7 năm 2011 tại Wayback Machine (tiếng Hàn)
- Khu thời trang Dongdaemun Lưu trữ ngày 16 tháng 3 năm 2011 tại Wayback Machine (tiếng Hàn)